# Plagiochasma crenulatum
Plagiochasma crenulatum är en bladmossart som beskrevs av Carl Moritz Gottsche. Plagiochasma crenulatum ingår i släktet Plagiochasma och familjen Aytoniaceae. Inga underarter finns listade i Catalogue of Life.